# Hermann R. Dietrich
Hermann Robert Dietrich (Oberprechtal, 14 de diciembre de 1879 - Stuttgart, 6 de marzo de 1954) fue un político alemán que se desempeñó como vicecanciller, ministro de Economía, ministro de Finanzas y ministro de Agricultura de ese país durante la República de Weimar. 

## Biografía
Después de graduarse de la escuela secundaria en Lörrach en 1897, Dietrich estudió Derecho en Estrasburgo, Basilea, Göttingen y Heidelberg hasta 1901.
De 1908 a 1914 Dietrich fue alcalde de Kehl y luego hasta 1919 alcalde de Konstanz. Entre 1918 y 1920 fue ministro de Asuntos Exteriores del Estado de Baden. En 1919 fue miembro de la Asamblea Nacional de Weimar y desde 1920 hasta 1933 del Reichstag.
Miembro del Partido Nacional Liberal (NLP) y posteriormente del Partido Democrático Alemán (DDP), fue ministro de Agricultura y Alimentación entre 1928 y 1930 (bajo la cancillería de Hermann Müller), ministro de Economía en 1930 y ministro de Finanzas entre 1930 y 1932 (bajo la cancillería de Heinrich Brüning). Durante este último periodo, fungió además como vicecanciller de Alemania.
Después de la Segunda Guerra Mundial fue cofundador del Partido Democrático Popular, que más tarde se integró al Partido Democrático Libre (FDP). También fue funcionario de la administración de ocupación aliada.
Dietrich fue galardonado en 1952 con la Gran Cruz de la Orden del Mérito de la República Federal de Alemania.